# アリソン J35

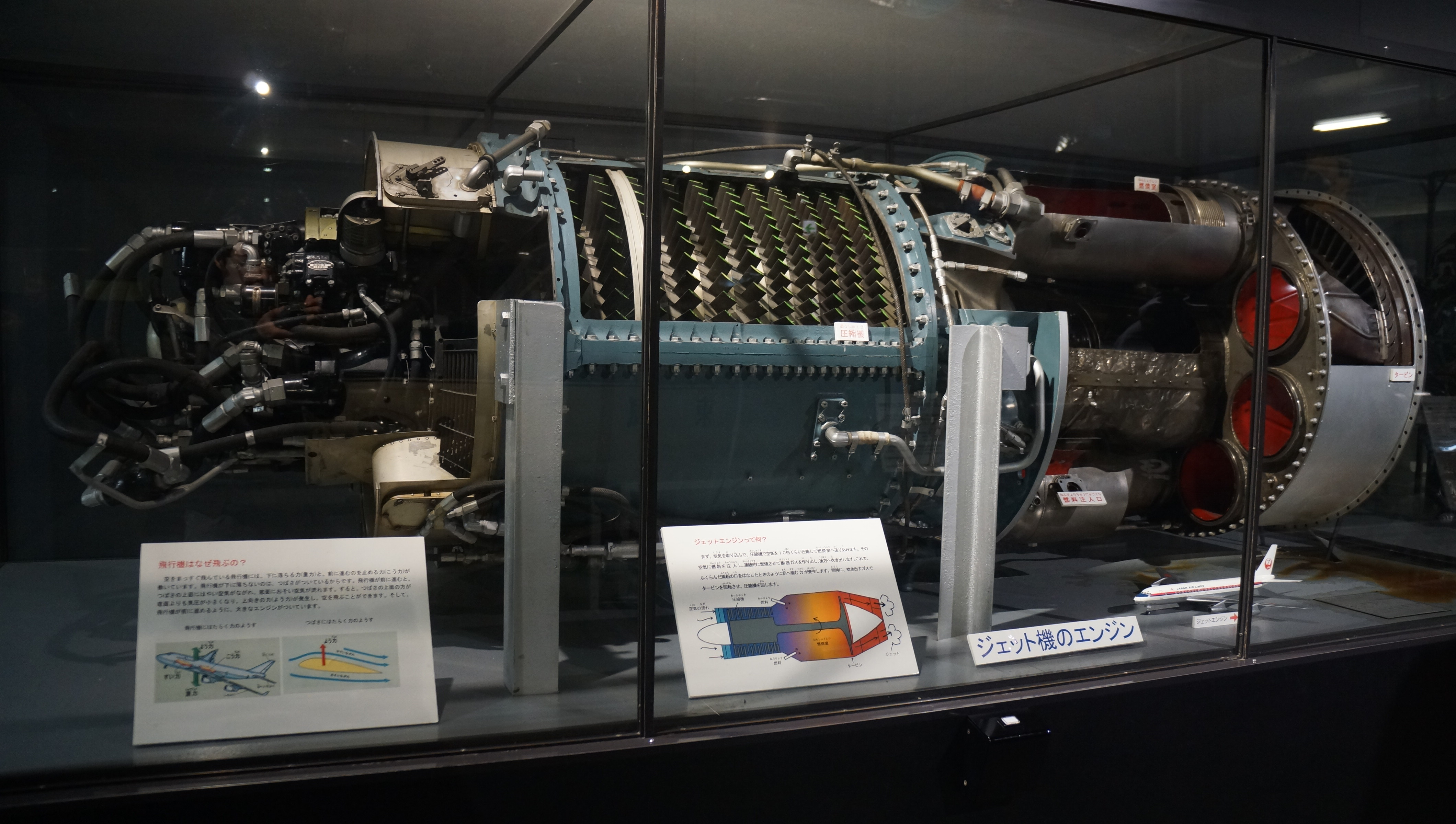
J35の内部構造

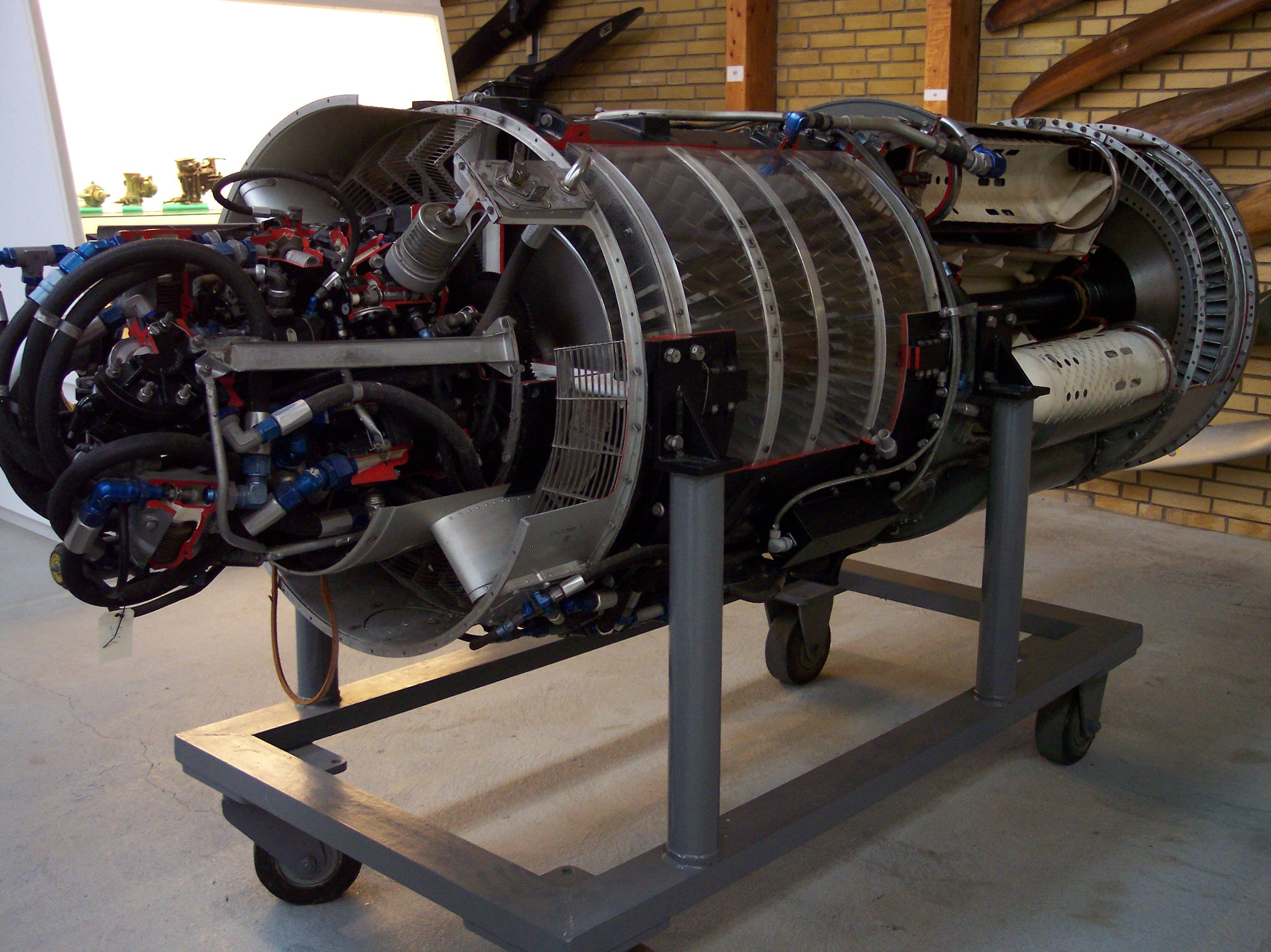
前から見た J35

アリソンJ35（Allison J35）は、アメリカ合衆国の軸流式圧縮機を備えたターボジェットエンジン。

## 概要
1947年に量産が開始され、軸流式圧縮機と軸流式タービンを備えたアメリカで最初のジェットエンジンだった。1947年後半に生産はアリソンに移管された。
1955年の生産の終了までに14,000台が生産され、XB-43、B-45、XB-46、B-47、XB-48、YB-49などの多数の実験航空機に加えて、量産されたF-84B/C/D/E/GとF-89にも搭載された。
生産中止後、いくつかの性能向上改修が施され、1960年代初頭まで許容できる水準の性能を維持した。

## 搭載機
- XB-43
- B-45
- XB-46
- B-47
- XB-48
- YB-49
- F-84B/C/D/E/G
- F-89
- D-558-1

## 仕様（J35-A-35A）
- 重量： 1293 kg
- 圧縮機：軸流式
- 推力：24.93 kN
- アフターバーナー使用時の推力:32.94 kN